# Cantone di La Troncal
Il cantone di La Troncal è un cantone dell'Ecuador che si trova nella provincia di Cañar.
Il capoluogo del cantone è La Troncal.